# Phyllachora catesbyana
Phyllachora catesbyana är en svampart som beskrevs av Chardón 1932. Phyllachora catesbyana ingår i släktet Phyllachora och familjen Phyllachoraceae.   Inga underarter finns listade i Catalogue of Life.